# 基隆市國民中學列表
基隆市的國民中學依形態可分為市立國民中學、市立完全中學附設國中部、私立中學國中部和國立特殊教育學校國中部四種，共計19所。基隆市在九十九學年度（2010年8月－2011年7月）時有15,577個國中生和827位國中專任教師。本表依中華民國教育部公布的學校代碼排序，並列出地址、網址和3+2碼郵遞區號。

## 市立國中
| #  | 學校名稱             | 學校地址                             | 學校代碼 | 網址                                               |
| 1  | 基隆市立明德國民中學 | （20646）基隆市七堵區東新街20號      | 173501   | https://jweb.kl.edu.tw/1267 （页面存档备份，存于） |
| 2  | 基隆市立銘傳國民中學 | （20050）基隆市仁愛區劉銘傳路132號   | 173502   | https://mcjh.kl.edu.tw/ （页面存档备份，存于）     |
| 3  | 基隆市立信義國民中學 | （20145）基隆市信義區東信路4號       | 173503   | http://www.syjh.kl.edu.tw/ （页面存档备份，存于）  |
| 4  | 基隆市立中正國民中學 | （20242）基隆市中正區中船路36巷59號  | 173505   | http://www.ccjh.kl.edu.tw/ （页面存档备份，存于）  |
| 5  | 基隆市立南榮國民中學 | （20045）基隆市仁愛區南榮路319巷36號 | 173508   | http://www.nrjh.kl.edu.tw/ （页面存档备份，存于）  |
| 6  | 基隆市立成功國民中學 | （20146）基隆市信義區壽山路9號       | 173509   | http://www.ckjh.kl.edu.tw/ （页面存档备份，存于）  |
| 7  | 基隆市立正濱國民中學 | （20244）基隆市中正區正榮街88號      | 173510   | http://www.cbjh.kl.edu.tw/ （页面存档备份，存于）  |
| 8  | 基隆市立建德國民中學 | （20449）基隆市安樂區安和一街29號    | 173512   | http://www.jdjh.kl.edu.tw/ （页面存档备份，存于）  |
| 9  | 基隆市立百福國民中學 | （20648）基隆市七堵區福五街1號       | 173513   | http://www.pfjh.kl.edu.tw/ （页面存档备份，存于）  |
| 10 | 基隆市立碇內國民中學 | （20543）基隆市暖暖區源遠路152巷75號 | 173515   | http://www.dnjh.kl.edu.tw/ （页面存档备份，存于）  |
| 11 | 基隆市立武崙國民中學 | （20446）基隆市安樂區武崙街205號     | 173516   | http://www.wljh.kl.edu.tw/ （页面存档备份，存于）  |

## 完全中學國中部
| # | 學校名稱                           | 學校地址                                      | 學校代碼 | 網址                                                                    |
| 1 | 基隆市立中山高級中學國中部         | （20345）基隆市中山區文化路162號              | 173304   | http://www.csjh.kl.edu.tw （页面存档备份，存于）                        |
|   | 基隆市立中山高級中學國中部大德分校 | （20342）基隆市中山區仁正里中山二路105巷144號 | 173511   | https://web.archive.org/web/20171007170202/http://210.240.24.129/~ddjh/ |
| 2 | 基隆市立安樂高級中學國中部         | （20443）基隆市安樂區安一路360號              | 173306   | http://www.aljh.kl.edu.tw （页面存档备份，存于）                        |
| 3 | 基隆市立暖暖高級中學國中部         | （20542）基隆市暖暖區暖中路112號              | 173307   | http://www.nnjh.kl.edu.tw （页面存档备份，存于）                        |
| 4 | 基隆市立八斗高級中學國中部         | （20251）基隆市中正區新豐街100號              | 173505   | http://www.bdjh.kl.edu.tw （页面存档备份，存于）                        |

## 私立國中
| # | 學校名稱                         | 學校地址                         | 學校代碼 | 網址                                                            |
| 1 | 基隆市私立二信高級中學附設國中部 | （20244）基隆市中正區立德路243號 | 171306   | http://www.essh.kl.edu.tw/essh/index.asp （页面存档备份，存于） |
| 2 | 輔大聖心高級中學附設國中部       | （20349）基隆市中山區西定路166號 | 171308   | http://www.shsh.kl.edu.tw/ （页面存档备份，存于）               |

## 國立特殊教育學校
| # | 學校名稱                       | 學校地址                        | 學校代碼 | 網址                                               |
| 1 | 國立基隆特殊教育學校附設國中部 | （20650）基隆市七堵區堵南街20號 | 170F01   | http://www.klses.kl.edu.tw/ （页面存档备份，存于） |